# 十年拓展计划
十年拓展计划（1953–1963）是守基·阿芬第启动的，旨在促进巴哈伊信仰有组织的扩展的一项行动。
通过这项计划，巴哈伊大幅度拓展并巩固了巴哈伊信仰。1963年，世界正义院第一次选举的完成，标志着这项计划的圆满结束。
十年拓展计划的四个主要行动：
1. 巴哈伊世界中心的发展；
2. 12个刚刚建立巴哈伊组织国家的巩固；
3. 已有巴哈伊国家的巩固；
4. 巴哈伊信仰未拓展到的其他国家的拓荒。

在该计划中拓展巴哈伊信仰区域的巴哈伊被授予巴哈欧拉的骑士这一称号。
守基·阿芬第在此计划完成前的1957年去世了。圣辅依照守基·阿芬第的设想继续推进该计划，直至1963年世界正义院建立。